# Steatoda grossa strandi
Steatoda grossa là một phân loài nhện trong họ Theridiidae.
Loài này thuộc chi Steatoda. Steatoda grossa strandi được miêu tả năm 1934 bởi Ermolajev.

## Hình ảnh

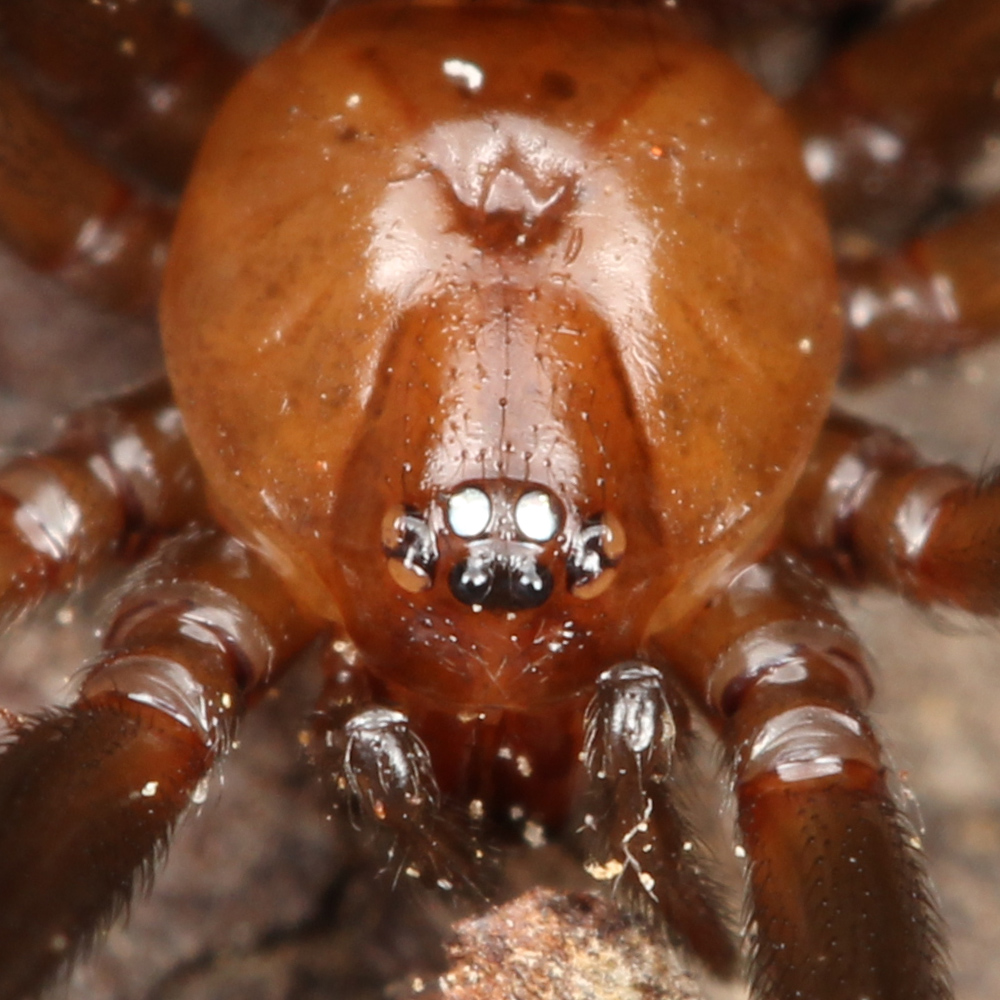